# Karl Dane
Karl Dane, ursprungligen Rasmus Carl Therkelsen Gottlieb, född 12 oktober 1886 i Köpenhamn, död 14 april 1934 i Los Angeles, USA, var en dansk-amerikansk skådespelare och komiker. 

## Biografi
Dane föddes som son till Rasmus Carl Marius Gottlieb och Anne Cathrine Simonsen i Köpenhamn. Under hans barndom var familjen fattig, men fadern fick in en del pengar när han satte upp en dockteater på familjens gård. Dane och en av hans bröder spelade huvudrollerna i många av pjäserna. Runt sekelskiftet börjar Dane arbeta som maskinist för ett järnvägsföretag, och tre år senare skilde sig föräldrarna.

Dane började 1907 tjänstgöra i militären och stannade till 1909. Ett år senare giftr han sig med Carla Dagmar Hagen och ett år senare fick de sitt första barn. 

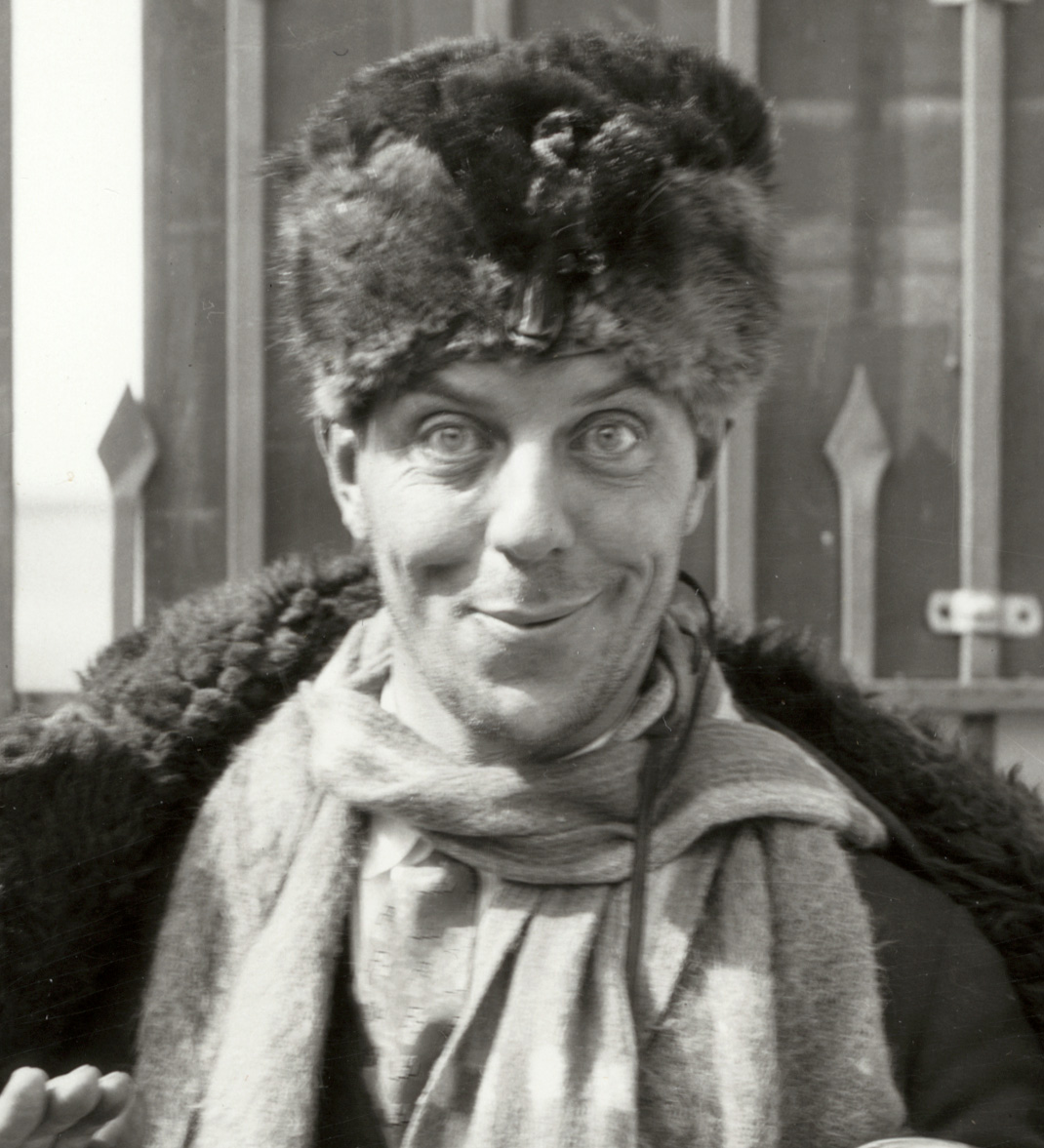
Karl Dane 1927

 Under första världskriget fick Dane  tjänstgöra i militären igen.
År 1916 emigrerade han till USA och började arbeta som bilmekaniker i New York. Han fick 1917 en roll i en kortfilm och började få fler och fler roller. I en roll i en stumfilm antog han artistnamnet Karl Dane som blev berömd som. Han avslutade filmkarriären när han blev kär i svenskan Helen Benson. De gifte sig och fick ett barn, men hustrun dog Benson vid förlossningen. Efter Bensons död sökte King Vidor en skådespelare för filmen The Big Parade och Dane antog fick rollen. Detta blev den roll som Dane blev mest känd för. Tillsammans med George K. Arthur bildade han komikerparet Dane & Arthur. 
Dane blev amerikansk medborgare 1928. Han förlorade kontraktet hos filmstudion MGM år 1930 och försökte förgäves få tillbaka det under flera år. Han fick allt mindre engagemang och den sista film han medverkade i var The Whispering Shadow. Han begick självmord 1934 i sitt hem i South Burnside Avenue, Los Angeles, och är begravd på Hollywood Forever Cemetery samt har förärats en stjärna på Hollywood Walk of Fame.